# Štěpán Potomák
Štěpán Potomák (29. července 1898, Popovice u Uherského Hradiště - 20. prosince 1969) byl sběratelem krojů a původním povoláním pekař.

## Biografie
Narodil se v rodině čtvrtníka Františka Potomáka a jeho manželky Rosalie, rozené Hamáčkové. Rodiče zřídili r. 1908 ve dvoře Potomákova statku pekárnu. Štěpán Potomák však již od dětství věnoval volný čas sbírání krojů. Tuto zálibu zdědil po své matce, uznávané vyšívačce. Zdědil také manuální zručnost v tomto oboru, v dětství se snažil například i o šití kroje na hadrové panenky.
Dalším významným vlivem bylo přesvědčení jeho rodiny o tom, že krojová kultura je úzce spojena s náboženstvím. Vnímali kroj jako tradici z období Velké Moravy a těžce nesli úpadek krojové kultury. Ten byl spojen mimo jiné s pronikáním cizorodých prvků, hlavně ze Zámoraví. Potomák byl zastáncem původní čistoty kroje. Sám byl také silně věřící a přísně dodržoval rodové zvyky a tradice. Příchozího, kterého si vážil, uhostil po starodávném zvyku chlebem a solí. Také až do konce života zůstal věrný kroji, nosil jej i na cestách. Stal se tak výborným znalcem krojové kultury, lidé jej proto velmi uznávali. Z části to bylo ovlivněno i tradicí rodiny Potomáků.
Štěpánův děd i bratr byli starosty obce a tradovalo se, že rodokmen rodiny sahal až do 16. století. Byl velkým odborníkem právě v oblasti kunovského kroje. Radil ostatním, jak kroj správně užívat a byl i znalcem obyčejů. Zemřel 20. prosince 1969.

## Sbírka
Sbírka se věnuje tématu kunovského kroje. Toto území zahrnuje obce Kunovice, Sady, Míkovice, Podolí a Popovice. Vznikala od konce 20. let hlavně z praktického důvodu. Potomák ji užíval k vystrojení krojových skupin při příležitosti oslav církevních svátků, které sám spolupořádal. Snažil se tak udržet a podporovat tradici kroje. Přibližně od 30. let však můžeme pozorovat, že se začal sběru věnovat velmi systematicky.
Sbírku doplňoval tak, aby měl podchyceny všechny možné varianty vývoje. Akvizice prováděl i nákupem. Časem se stal tímto svým počínáním v okolí známý a lidé mu kroje sami nosili. Štěpán Potomák o své sbírky velmi pečoval a ošetřoval je. Třídil je vývojově, ale i do skupin podle použití: svatební, nedělní, k muzice, smuteční, nebo podle materiálu atp. V Památníku kunovského kroje můžeme mimo jiné najít i tzv. „jizbu“, místnost s původním vybavením ilustrující život místního lidu. Zabýval se nejen krojem jako takovým, ale i smýšlením o kroji, o zdejších lidech a tradicích. Dokonce i zhotovováním zvykoslovných předmětů, jako jsou dožínkové věnce, hodová práva, svatební koláče apod. Dále je v památníku ve vitrínách vystaveno na dvaadvacet figurín dospělých osob v krojích a pět dětských postav.
O sbírkách ostatně vypovídá i jeho životní krédo: „Mějme úctu a lásku k práci našich předků“. Proto také později usiloval, i přes odpor tehdejšího komunistického režimu, o zveřejnění své sbírky. To se mu podařilo v roce 1960, kdy byl Památník rodiny Potomáků zpřístupněn veřejnosti při příležitosti jedenáctistého výročí příchodu slovanských věrozvěstů Cyrila a Metoděje na Moravu. Památník se nachází ve dvoře Potomákova statku v Popovicích. Potomák sám zde návštěvníky prováděl, po jeho smrti převzal toto dědictví jeho bratr Jan Potomák. Rodina o muzeum pečuje dodnes a po telefonické domluvě umožňuje zájemcům celoročně návštěvu.

## Zajímavost
V roce 1963 se Štěpán Potomák objevil i se svou sbírkou v absolventském polodokumentárním filmu o úpadku folklórní tradice Moravská Hellas režiséra Karla Vachka. Snímek byl přijat rozporně (ocenění na festivalu v Karlových Varech i pozdější zákaz promítání).